# Oskar Hagemann
Oscar „Oskar“ Hagemann (* 12. Oktober 1888 in Holoubkov bei Pilsen, Österreich-Ungarn; † 18. August 1984 in Karlsruhe) war ein deutscher Maler.

## Leben und Werk
Hagemann zog nach dem frühen Tod des Vaters im Jahre 1896 nach Lübeck und kurz darauf nach Baden-Baden. Die Mutter erkannte früh seine Begabung und ermöglichte ihm ab 1901 ersten Mal- und Zeichenunterricht bei Ivo Puhonny.
Im Jahre 1906, als 18-Jähriger, schrieb sich Hagemann an der Kunstakademie Karlsruhe ein. Seine ersten Lehrer waren Ludwig Schmid-Reutte, Walter Conz und Ludwig Wilhelm Plock. 1908 wurde er in Wilhelm Trübners Meisterklasse aufgenommen.
Noch während seiner Akademiezeit beteiligte er sich an ersten Ausstellungen in München und Baden-Baden, was zu einem ersten Ankauf durch das Kölner Wallraf-Richartz-Museum („Die Weinprobe“) führte.
Ab 1912 bis zum Kriegsausbruch lebte Hagemann zusammen mit seiner ersten Frau, der Künstlerin Gertrud „Gertel“ Stamm-Hagemann (1891–1939), im Schloss Augustenburg (Karlsruhe), das in den 1890ern der Grötzinger Malerkolonie als kultureller Mittelpunkt gedient hatte. Von etwa 1917 bis Oktober 1920 lebten die Hagemanns im Schloss in Sommerau im Spessart. Gertel Hagemann ist die Autorin des Büchleins „MUSCHIK“ – Aus dem Leben eines Pferdes. Diese Geschichte – sie spielt in Sommerau (heute ein Ortsteil des Marktes Eschau im Spessart) sowie in Karlsruhe und Umgebung – wurde nach ihrem Tode 1940 herausgegeben. Von 1942 bis zum 30. September 1944 lehrte Hagemann an der Kunstakademie Karlsruhe. 1943 heiratete er ein zweites Mal.
Hagemann war Mitglied des Deutschen Künstlerbunds und in der Zeit des Nationalsozialismus der Reichskammer der bildenden Künste. Für diese Zeit ist seine Teilnahme an 26 Gruppenausstellungen sicher belegt, darunter von 1937 bis 1943 jährlich die Große Deutsche Kunstausstellung in München. Er wurde in die Gottbegnadeten-Liste des Reichsministeriums für Volksaufklärung und Propaganda aufgenommen. Kriegsbedingt lebte er von 1944 bis 1951 in Konstanz. 1951 zog er zurück nach Karlsruhe-Durlach.
Hagemann verstand sich als Bildnismaler; sein Werk umfasst hauptsächlich Porträts. Für die Signierung seiner Bilder schrieb er seinen Vornamen grundsätzlich mit „k“: Oskar H. Hagemann; diese Schreibweise hat sich in der Literatur, in Ausstellungen und im Kunsthandel durchgesetzt.
1953 beteiligte er sich in der DDR mit drei Ölgemälde an der Dritten Deutschen Kunstausstellung in Dresden.

## Werke (Auswahl)
- Bildnisse der Politiker Sepp Dietrich, Anton Geiß, Adam Remmele, Ludwig Marum und Leopold Rückert
- Bildnisse der Wissenschaftler Willy Andreas, Albert Fraenkel, Edmund Husserl und Rudolf Plank
- Bildnisse der deutschen Oberbürgermeister Wilhelm Holle (Essen), Hermann Veit, Günther Klotz (beide Karlsruhe), Eugen Keidel (Freiburg im Breisgau) und Wilhelm Kaisen (Bremen)
- Bildnis des ehemaligen Umweltministers von Baden-Württemberg Erwin Vetter
- Bildnisse der Juristen Bruno Heusinger, Carlo Wiechmann, Max Silberstein und Wilhelm Martens (Richter)[1]
- Knabenbildnis (Öl, 50 × 40 cm; auf der Dritten Deutschen Kunstausstellung)[8]

## Ausstellungen (Auswahl)
- Oskar Hagemann / Bildnisse – Landschaften – Blumen, Karlsruhe 1978.
- Oskar Hagemann, Karlsruhe 1978.
- Oskar Hagemann, Museumsgesellschaft Ettlingen 1979
- Oskar Hagemann, Karlsruhe-Grötzingen 2013[9].